# Brian Helgeland
Brian Helgeland, född 17 januari 1961 i Providence, Rhode Island i USA, är en amerikansk filmregissör, manusförfattare och filmproducent.
Helgeland började sin karriär 1988 då han skrev manus till filmen Terror på Elm Street 4 - Freddys mardröm. 1997 belönades han med en Oscar för bästa manus efter förlaga för sitt arbete med filmen L.A. konfidentiellt. Han nominerades också till en Oscar 2003 för hans manus till Mystic River. Manusarbetet med dessa båda filmer ledde även till att Helgeland nominerades till två Golden Globes.

## Filmografi (urval)
- 1988 – Terror på Elm Street 4 – Freddys mardröm (manus)
- 1995 – Dödligt möte (manus)
- 1997 – L.A. konfidentiellt (manus och produktion)
- 1997 – Sammansvärjningen (manus)
- 1997 – The Postman - budbäraren (manus)
- 2001 – En riddares historia (manus, regi och produktion)
- 2002 – Blodspår (manus)
- 2003 – Mystic River (manus)
- 2003 – The Sin Eater (manus, regi och produktion)
- 2004 – Man on Fire (manus)
- 2009 – Linje 1 2 3 kapad (manus)
- 2010 – Green Zone (manus)
- 2010 – Robin Hood (manus)
- 2013 – 42 (manus och regi)